# رتلر کید
رتلر کید (انگلیسی: Rattler Kid) با عنوانِ اصلیِ مردی که به قصد کشتن آمده بود (اسپانیایی: Un hombre vino a matar‎، ت. «L'uomo venuto per uccidere») یک فیلم وسترن ایتالیایی-آرژانتینی به کارگردانی لئون کلیمووسکی است که در سال ۱۹۶۷ منتشر شد.

## گزیدهٔ بازیگران
- ریچارد وایلر در نقش آنتونی گارنت/رتلر کید
- خسوس پوئنته
- برد هریس
- لوئیس ایندونی
- لوچو د سانتیس
- فمی بنوسی
- فرانک برانیا
- رافائل آلبائیسین
- خوزه ماریا کافارل
- لوئیس باربو